# Phare Barrenjoey Head
Le phare Barrenjoey Head est implanté à Barrenjoey, Nouvelle-Galles du Sud, en Australie. Il est achevé en 1881.

## Caractéristiques
Le phare est une tour cylindrique, de pierres, d'une hauteur de 20 mètres, surmontée d'une lanterne, accolée à la maison du gardien. Il est construit par l'architecte James Barnet.

## Codes internationaux
- ARLHS[3] : AUS-005
- NGA : 111-6156
- Admiralty[4] : K2702

## Galerie

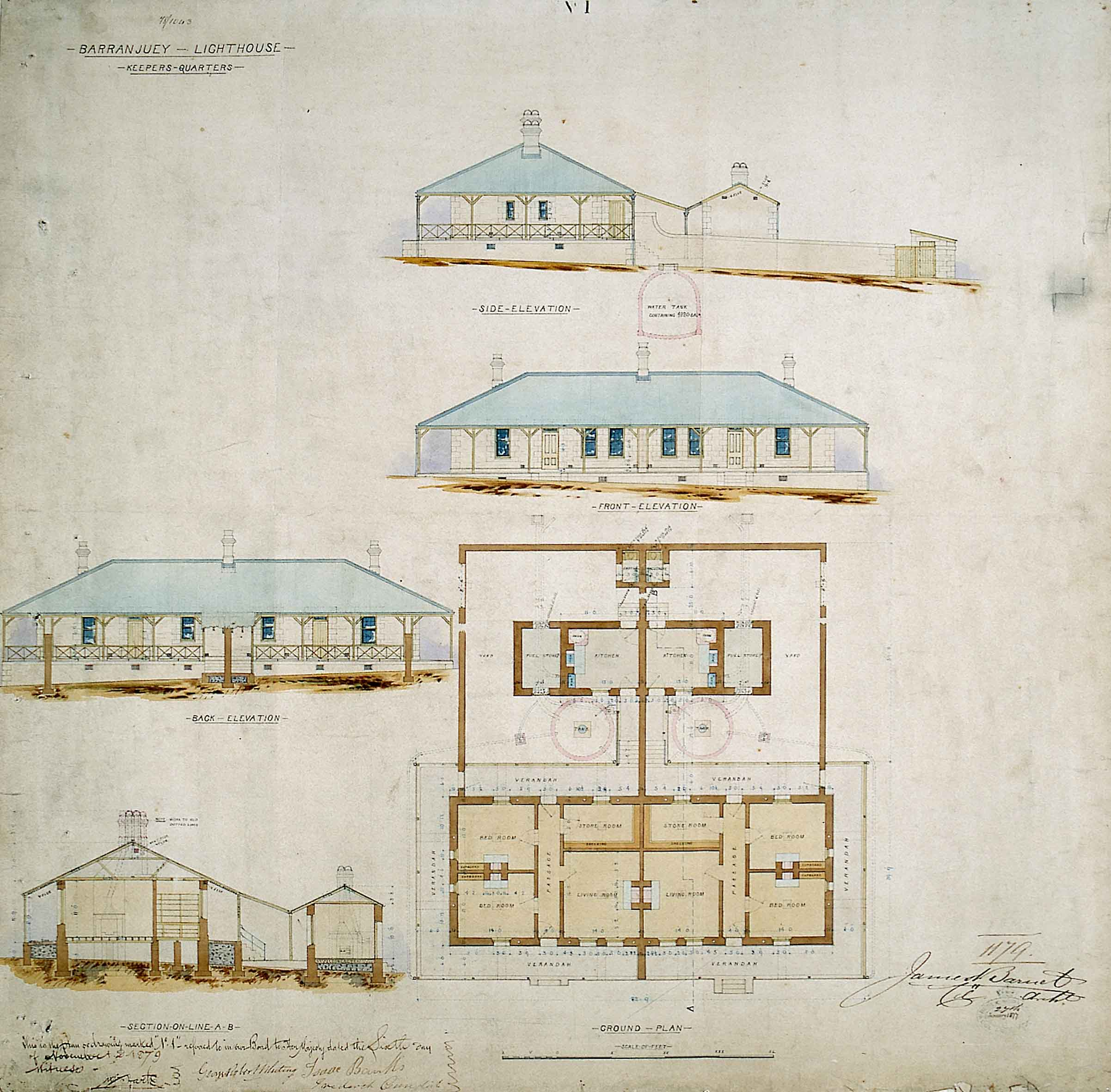
Plans de la maison des gardiens (1877)
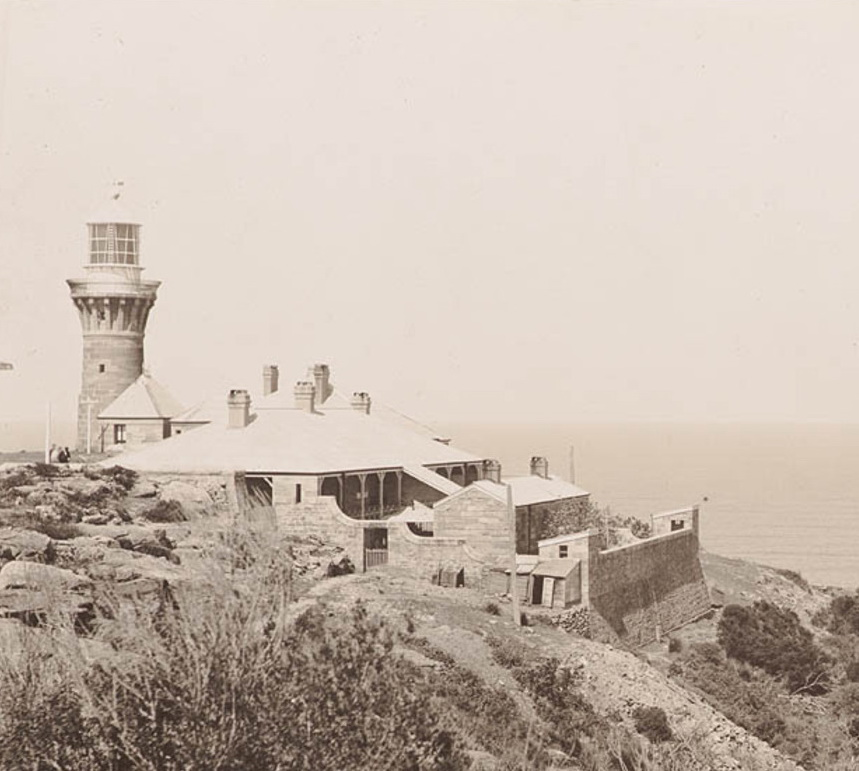
Photo du phare (1902)
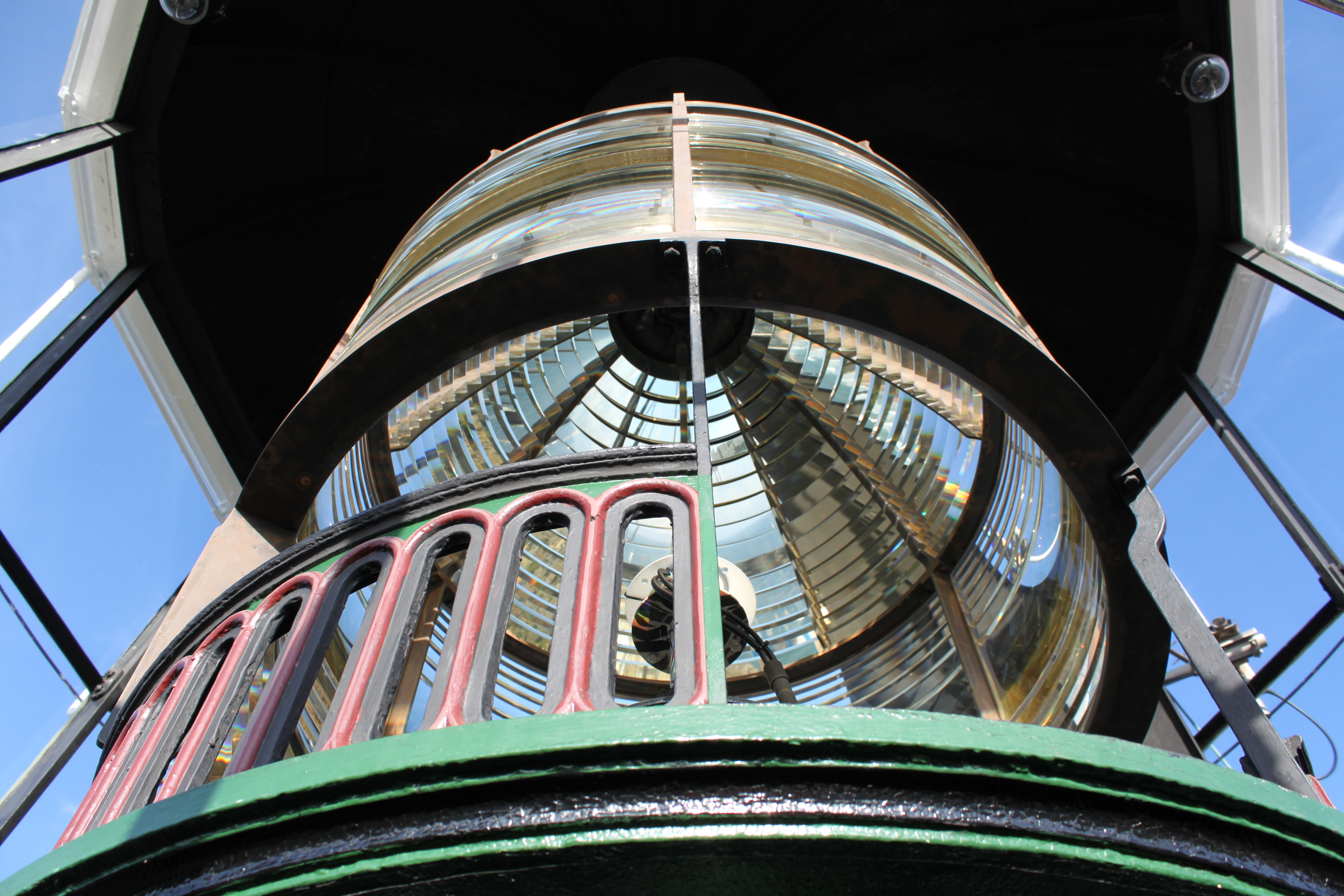
Lanterne

## Source de la traduction
- (en) Cet article est partiellement ou en totalité issu de l’article de Wikipédia en anglais intitulé « Barrenjoey Head Lighthouse » (voir la liste des auteurs).